# Xã Jeff, Quận Oregon, Missouri
Xã Jeff (tiếng Anh: Jeff Township) là một xã thuộc quận Oregon, tiểu bang Missouri, Hoa Kỳ. Năm 2010, dân số của xã này là 346 người.